# Телина
Телина — річка в Україні, в Звягельському районі Житомирської області. Права притока Уборті (басейн Прип'яті).

## Опис
Довжина 20 км, похил річки — 0,5 м/км. Формується з багатьох безіменних струмків. Площа басейну 90,2 км². 
Притоки: Яблунець (права) . Бере початок на північній околиці села Сімаківки. Тече переважно на південний захід і впадає у річку Телину.

## Розташування
Бере початок на південному сході від села Степанівка. Тече на північний захід у межах сіл Горбове та Здоровець. У селі Руденька впадає в річку Уборть, притоку Прип'яті.

## Риби Телини
У річці найпоширенішими є такі види риб, як щука звичайна, карась звичайний, окунь, пічкур та плітка звичайна.